# Landtagswahl in Kärnten 1979
- SPÖ: 20
- ÖVP: 12
- FPÖ: 4

Die Landtagswahl in Kärnten 1979 fand am 7. Oktober 1979 statt. Dabei konnte die Sozialistische Partei Österreichs (SPÖ) den ersten Platz und die absolute Mandatsmehrheit halten und ihre Stimmenanteile ausbauen. Auch die Österreichische Volkspartei (ÖVP) und Freiheitliche Partei Österreichs (FPÖ) konnten ihren Mandatsstand halten, wenngleich beide Parteien Stimmenanteile an die SPÖ verloren. Die Kommunistische Partei Österreichs (KPÖ) und die Kärntner Einheitsliste (Koroska enotna lista, KEL) verloren Stimmenanteile und scheiterten erneut am Einzug in den Landtag. 
1979 waren 366.399 Menschen bei der Landtagswahl stimmberechtigt, wobei dies eine Steigerung der Wahlberechtigten um 18.991 Personen bedeutete. Die Wahlbeteiligung lag 1979 bei 83,21 % und war damit gegenüber 1975 (88,07 %) deutlich gesunken.

## Gesamtergebnis
|                                              | Ergebnisse 1979  | Ergebnisse 1979  | Ergebnisse 1979  | Ergebnisse 1975 | Ergebnisse 1975 | Ergebnisse 1975 | Differenzen | Differenzen | Differenzen |  |
| -------------------------------------------- | ---------------- | ---------------- | ---------------- | --------------- | --------------- | --------------- | ----------- | ----------- | ----------- |  |
|                                              | Stimmen          | %                | Mand.            | Stimmen         | %               | Mand.           | Stimmen     | %           | Mand.       |  |
| Abgegebene Stimmen                           | 304.894          |                  | 36               | 305.963         |                 | 36              | + 1.069     |             |             |  |
| Ungültig                                     | 3.227            | 1,06 %           |                  | 3.364           | 1,10 %          |                 | - 137       | - 0,04 %    |             |  |
| Gültig                                       | 301.667          | 98,94 %          |                  | 302.599         | 98,90 %         |                 | - 932       | + 0,04 %    |             |  |
| Partei                                       |                  |                  |                  |                 |                 |                 |             |             |             |  |
| Sozialdemokratische Partei Österreichs (SPÖ) | 162.739          | 53,95 %          | 20               | 155.602         | 51,42 %         | 20              | + 7.137     | + 2,53 %    | ± 0         |  |
| Österreichische Volkspartei (ÖVP)            | 96.182           | 31,88 %          | 12               | 98.020          | 32,39 %         | 12              | - 2.000     | - 0,51 %    | ± 0         |  |
| Freiheitliche Partei Österreichs (FPÖ)       | 35.332           | 11,71 %          | 4                | 35.721          | 11,80 %         | 4               | - 389       | - 0,09 %    | ± 0         |  |
| Kärntner Einheitsliste (KEL)                 | 4.279            | 1,42 %           | 0                | 6.130           | 2,03 %          | 0               | - 1.851     | - 0,61 %    | ± 0         |  |
| Kommunistische Partei Österreichs (KPÖ)      | 3.135            | 1,04 %           | 0                | 6.013           | 1,99 %          | 0               | - 2.878     | - 0,95 %    | ± 0         |  |
| Reformpartei (RP)                            | nicht kandidiert | nicht kandidiert | nicht kandidiert | 1.113           | 0,37 %          | 0               | - 1.113     | - 0,37 %    | ± 0         |  |
| Gesamt                                       | 301.667          | 100 %            | 36               | 302.599         | 100 %           | 36              | - 1.094     |             |             |  |